# Muides-sur-Loire
Muides-sur-Loire település Franciaországban, Loir-et-Cher megyében. Lakosainak száma 1250 fő (2022. január 1.). Muides-sur-Loire Courbouzon, Chambord, Saint-Dyé-sur-Loire, Saint-Laurent-Nouan és Suèvres községekkel határos.

## Népesség
A település népességének változása:
| Lakosok száma | 741  | 884  | 1115 | 1298 | 1336 | 1322 | 1259 | 1235 | 1234 | 1250 |
|               | 1968 | 1982 | 1990 | 2006 | 2013 | 2015 | 2017 | 2019 | 2020 | 2022 |